# Stanley Bacon
Stanley Bacon (n. 13 august 1885, Greater London, Anglia, Regatul Unit al Marii Britanii și Irlandei – d. 13 octombrie 1952, Greater London, Anglia, Regatul Unit) a fost un luptător ce a reprezentat Regatul Unit al Marii Britanii și al Irlandei de Nord, medaliat olimpic. A participat la două ediții ale Jocurilor Olimpice (1908, 1912) în care a câștigat o medalie de aur.